# Matisia malacocalyx
Matisia malacocalyx är en malvaväxtart som först beskrevs av Robyns och Nilsson, och fick sitt nu gällande namn av W.S. Alverson. Matisia malacocalyx ingår i släktet Matisia och familjen malvaväxter. Inga underarter finns listade i Catalogue of Life.